# جيمس ر. وينشستر
جيمس ر. وينشستر (بالإنجليزية: James R. Winchester)‏ هو قاضي ومحامي أمريكي، ولد في 1953.

## وصلات خارجية
- جيمس ر. وينشستر على موقع إن إن دي بي (الإنجليزية)